# 加茂郡
- 令制国一覧 > 東山道 > 美濃国 > 加茂郡
- 日本 > 中部地方 > 岐阜県 > 加茂郡

加茂郡（かもぐん）は、岐阜県（美濃国）の郡。
人口43,970人、面積615.1km²、人口密度71.5人/km²。（2025年2月1日、推計人口）
以下の6町1村を含む。
- 坂祝町（さかほぎちょう）
- 富加町（とみかちょう）
- 川辺町（かわべちょう）
- 七宗町（ひちそうちょう）
- 八百津町（やおつちょう）
- 白川町（しらかわちょう）
- 東白川村（ひがししらかわむら）

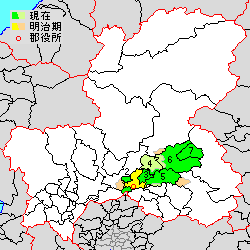
岐阜県加茂郡の位置（1.坂祝町 2.富加町 3.川辺町 4.七宗町 5.八百津町 6.白川町 7.東白川村 薄黄：後に他郡に編入された区域 薄緑：後に他郡から編入した区域）

かねて加茂郡全体で同じ生活圏の美濃加茂市に編入する構想があり、2003年4月1日に美濃加茂市と加茂郡の6町1村が「美濃加茂市・加茂郡町村合併協議会」を設置した。しかし、 2004年に合併の賛否を問う住民投票が行われた際に美濃加茂市がこれを否決したため、同年末に合併協議会が解散して構想は破綻した。

## 郡域
1879年（明治12年）に行政区画として発足した当時の郡域は、以下の区域にあたる。
- 関市の一部（東田原・西田原・小迫間・迫間・迫間台・稲口・大杉・肥田瀬・鋳物師屋・市平賀・平賀町・東新町・東出町・南出[1]）
- 恵那市の一部（飯地町・笠置町河合）
- 美濃加茂市の全域
- 下呂市の一部（金山町田島）
- 坂祝町・富加町・川辺町・東白川村の全域
- 七宗町の一部（中麻生・川並）
- 八百津町の大部分（伊岐津志・錦織を除く）
- 白川町の大部分（坂ノ東を除く）

## 歴史
- 正保年間(1645年～1648年) - 姫栗村と毛呂窪村の所属郡が恵那郡に変更。

### 近世以降の沿革
- 「旧高旧領取調帳」に記載されている明治初年時点での支配は以下の通り。幕府領は美濃郡代が管轄。●は村内に寺社領が存在。（116村）

| 知行         | 知行                     | 村数 | 村名 |
| ------------ | ------------------------ | ---- | --- |
| 幕府領       | 幕府領                   | 18村 | 上川辺村、小迫間村、大平賀村、東田原村、鋳物師屋村、下川辺村、鹿塩村、石神村、夕田村、滝田村、木野村、廿屋村、高畑村、小原村、和泉村、水戸野村、絹丸村、市橋村 |
| 幕府領       | 旗本領                   | 5村  | 羽生村、加治田村、為岡村、山本村、中川辺村 |
| 幕府領       | 幕府領・旗本領           | 9村  | ●稲口村、●肥田瀬村、●西田原村、迫間村、今泉村、則光村、市平賀村、大山村、深萱村 |
| 藩領         | 尾張名古屋藩             | 37村 | 下飯田村、比久見村、下麻生村、上吉田村、下吉田村、上古井村、田代山寺村、川浦村、中之番村、金屋村、瑞畑村、野地原村、南坂村、西洞村、本地村、佐口村、稲辺村、川小牧村、上蜂屋村、●中蜂屋村、下蜂屋村、伊瀬村、上飯田村、上牧野村、和知村、野上村、細目村、久田見村、勝山村、取組村、黒岩村、鷹巣村、太田村、深田村、今村、福島村、葛牧村 |
| 藩領         | 美濃苗木藩               | 31村 | 飯地村、河合村、峯村、下立村、福地村、切井村、赤河村、犬地村、上田村、黒川村、越原村、神土村、名倉村、柏本村、久須見村、宮代村、大沢村、下野村、中屋村、須崎村、有本村、室原村、久田島村、成山村、徳田村、油井村、田島村、宇津尾村、広野村、若松村、潮見村                                                                              |
| 藩領         | 美濃今尾藩               | 4村  | 下牧野村、小山村、信友村、西脇村 |
| 幕府領・藩領 | 幕府領・名古屋藩         | 2村  | 大杉村、●酒倉村 |
| 幕府領・藩領 | 幕府領・苗木藩           | 4村  | 寺前村、小野村、大野村、吉田村 |
| 幕府領・藩領 | 幕府領・旗本領・名古屋藩 | 1村  | 大針村 |
| 幕府領・藩領 | 幕府領・旗本領・今尾藩   | 1村  | 栃井村 |
| 幕府領・藩領 | 旗本領・名古屋藩         | 4村  | 野原村、下古井村、加茂野村、伊深村 |

- 慶応4年
  - 4月15日（1868年5月7日） - 幕府領・旗本領が笠松裁判所の管轄となる。
  - 閏4月25日（1868年6月15日） - 笠松裁判所の管轄地域が笠松県の管轄となる。
- 明治初年 - 領地替えにより名古屋藩領の一部（大杉村）が笠松県の管轄となる。
- 明治4年
  - 7月14日（1871年8月29日） - 廃藩置県により、藩領が名古屋県、苗木県、今尾県となる。
  - 11月22日（1872年1月2日） - 第1次府県統合により、全域が岐阜県の管轄となる。
  - 12月10日（1872年1月17日） - 峯村・下立村が合併して南戸村となる。（115村）
- 明治5年（1872年） - 中之番村・金屋村・瑞畑村・野地原村・南坂村・西洞村・本地村・佐口村が合併して山之上村となる。（108村）
- 明治7年（1874年）9月[8]（102村）
  - 上牧野村・下牧野村が合併して牧野村となる。
  - 栃井村が飛騨川を境に分割して西栃井村・東栃井村となる。
  - 若松村・広野村が合併し、改めて広野村となる。
  - 田代山寺村・和泉村が合併し、改めて和泉村となる。
  - 徳田村・成山村・久田島村・室原村が合併して下佐見村となる。
  - 中屋村・須崎村が合併して中川村となる。
- 明治8年（1875年）
  - 1月 - 以下の各村の統合が行われる。[9]（90村）
    - 上佐見村 ← 有本村、吉田村、寺前村、大野村、小野村
    - 河岐村 ← 小原村、名倉村
    - 河東村 ← 葛牧村、野原村
    - 白山村 ← 田島村、油井村、宇津尾村
    - 五加村 ← 柏本村、宮代村、大沢村、下野村、久須見村

  - 5月 - 犬地村・上田村が合併して三川村となる。（89村）
  - 6月 - 絹丸村・川小牧村が加治田村に合併。（87村）
- 明治12年（1879年）2月18日 - 郡区町村編制法の岐阜県での施行により、行政区画としての加茂郡が発足。郡役所が太田村に設置。

### 町村制以降の沿革
- 明治22年（1889年）7月1日 - 町村制の施行により、八百津町（現存）、太田町（現・美濃加茂市）、佐見村（現・白川町）、東白川村（現存）、西白川村、黒川村、蘇原村（現・白川町）、潮見村、南戸村、福地村（現・八百津町）、飯地村、河合村（現・恵那市）、久田見村（現・八百津町）、上吉田村（現・七宗町、八百津町）、和知村（現・美濃加茂市、八百津町）、上米田村（現・川辺町）、下米田村（現・美濃加茂市）、麻川村（現・川辺町、七宗町）、川辺村（現・川辺町）、川浦村、廿屋村（現・美濃加茂市）、鹿塩村（現・川辺町）、伊深村（現・美濃加茂市）、加治田村、滝田村、羽生村、大山村、高畑村、夕田村（現・富加町）、肥田瀬村、鋳物師屋村、市平賀村（現・関市）、大平賀村（現・富加町）、西田原村、稲口村、小迫間村、迫間村、大杉村、東田原村（現・関市）、酒倉村、深田村、大針村、黒岩村、深萱村、勝山村、取組村（現・坂祝町）、今泉村、鷹巣村、市橋村、稲辺村、加茂野村、木野村、蜂屋村、古井村、山之上村（現・美濃加茂市）が発足。それにともない以下の変更が行われる。（2町53村）
  - 細目村が町制施行・改称して八百津町となる。
  - 太田村が町制施行して太田町となる。
  - 佐見村 ← 上佐見村、下佐見村
  - 東白川村 ← 神土村、五加村、越原村
  - 西白川村 ← 和泉村、水戸野村、広野村、白山村、河東村、河岐村、中川村
  - 蘇原村 ← 赤河村、三川村、切井村
  - 上米田村 ← 福島村、下飯田村、比久見村、下吉田村
  - 下米田村 ← 則光村、信友村、山本村、為岡村、東栃井村、西脇村、今村、小山村
  - 麻川村 ← 下麻生村、上川辺村
  - 川辺村 ← 中川辺村、石神村、西栃井村、下川辺村
  - 蜂屋村 ← 上蜂屋村、中蜂屋村、下蜂屋村、伊瀬村
  - 古井村 ← 上古井村、下古井村
  - 野上村・牧野村・上飯田村が和知村に合併。
- 明治26年（1893年）4月7日 - 麻川村が分割し、一部（上川辺）に上川辺村が、残部（下麻生）に下麻生村がそれぞれ発足。（2町54村）
- 明治28年（1895年）1月1日 - 加治田村の一部（旧・川小牧村[10]）が大平賀村に編入。
- 明治29年（1896年）11月13日 - 下麻生村が町制施行して下麻生町となる。（3町53村）
- 明治30年（1897年）4月1日 - 以下の町村の統合が行われる。 （4町23村）
  - 三和村 ← 川浦村、廿屋村（現・美濃加茂市）、鹿塩村、上川辺村［一部］（現・川辺町）
  - 潮南村 ← 潮見村、南戸村（現・八百津町）
  - 久田見村 ← 久田見村（現・八百津町）、上吉田村（現・七宗町、八百津町）、武儀郡上麻生村［一部］（現・七宗町）
  - 川辺町 ← 川辺村、上川辺村［一部］（現存）
  - 富岡村 ← 肥田瀬村、鋳物師屋村、市平賀村（現・関市）、大平賀村（現・富加町）
  - 加茂野村 ← 今泉村、鷹巣村、市橋村、稲辺村、加茂野村、木野村（現・美濃加茂市）
  - 坂祝村 ← 酒倉村、深田村、大針村、黒岩村、深萱村、勝山村、取組村（現・坂祝町）
  - 田原村 ← 西田原村、小迫間村、稲口村、迫間村、大杉村、東田原村（現・関市）
  - 富田村 ← 滝田村、羽生村、大山村、高畑村、夕田村（現・富加町）
  - 河合村が恵那郡笠置村の一部となる。
- 明治30年（1897年）8月1日 - 郡制を施行。
- 大正2年（1913年）7月1日 - 富岡村の一部（大平賀のうち旧・川小牧村[10]の区域）が加治田村に編入。
- 大正12年（1923年）4月1日 - 郡会が廃止。郡役所は存続。
- 大正13年（1924年）12月1日 - 古井村が町制施行して古井町となる。（5町22村）
- 大正15年（1926年）7月1日 - 郡役所が廃止。以降は地域区分名称となる。
- 昭和23年（1948年）
  - 4月1日 - 飯地村の所属郡が恵那郡に変更。（5町21村）
  - 12月10日 - 田原村の一部（稲口のうち小字三飛を除く区域）が武儀郡関町に編入。
- 昭和24年（1949年）10月1日 - 富岡村の一部（大平賀）が富田村に、残部（市平賀・鋳物師屋・肥田瀬）が武儀郡関町にそれぞれ編入。（5町20村）
- 昭和25年（1950年）
  - 8月10日 - 坂祝村の一部（深田）が太田町に編入。
  - 10月15日 - 田原村が武儀郡関町に編入。関町が即日市制施行して関市となり、郡より離脱。（5町19村）
- 昭和27年（1952年）8月1日 - 武儀郡上麻生村の所属郡が本郡に変更[11]。（5町20村）
- 昭和28年（1953年）
  - 4月1日 - 西白川村が町制施行・改称して白川町となる。（6町19村）
  - 5月1日 - 久田見村の一部（川並）が上麻生村に編入。
- 昭和29年（1954年）
  - 4月1日 （4町13村）
    - 武儀郡坂ノ東村が白川町に編入。
    - 太田町・古井町・山之上村・蜂屋村・加茂野村・伊深村・下米田村および三和村の一部（廿屋・川浦）・和知村の一部（牧野）が合併して美濃加茂市が発足し、郡より離脱。三和村の残部（鹿塩）が川辺町に編入。

  - 7月1日 - 富田村・加治田村が合併して富加村が発足。（4町12村）
- 昭和30年（1955年）
  - 1月31日 - 和知村が八百津町に編入。（4町11村）
  - 2月1日 - 八百津町が可児郡錦津村と合併し、改めて八百津町が発足。
  - 2月11日 - 上麻生村が武儀郡神渕村と合併して七宗村が発足[12]。
  - 3月25日 - 美濃加茂市の一部（牧野のうち上牧野地区）が八百津町に編入。
  - 4月1日
    - 川辺町・上米田村が合併し、改めて川辺町が発足。（4町10村）
    - 白川町の一部（白山のうち田島）が益田郡金山町に編入。
- 昭和31年（1956年） 9月30日（3町4村）
  - 下麻生町の一部（下麻生地区）が川辺町に、残部（中麻生地区）が七宗村にそれぞれ編入[13]。
  - 白川町・蘇原村・佐見村・黒川村が合併し、改めて白川町が発足。
  - 潮南村・福地村・久田見村が八百津町に編入。
- 昭和43年（1968年）10月1日 - 坂祝村が町制施行して坂祝町となる。（4町3村）
- 昭和46年（1971年）4月1日 - 七宗村が町制施行して七宗町となる[14]。（5町2村）
- 昭和49年（1974年）7月1日 - 富加村が町制施行して富加町となる。（6町1村）

### 変遷表
| 明治22年以前          | 明治22年以前                  | 明治22年 7月1日 町村制施行 | 明治22年 - 明治45年           | 明治22年 - 明治45年                | 大正元年 - 大正15年          | 昭和元年 - 昭和39年                  | 昭和元年 - 昭和39年                             | 昭和元年 - 昭和39年               | 昭和40年 - 昭和64年         | 平成元年 - 現在               | 現在       |
| --------------------- | ----------------------------- | -------------------------- | ----------------------------- | ---------------------------------- | ---------------------------- | ------------------------------------ | ----------------------------------------------- | --------------------------------- | --------------------------- | ----------------------------- | ---------- |
| 東田原村              | 東田原村                      | 東田原村                   | 東田原村                      | 明治30年4月1日 田原村              | 田原村                       | 田原村                               | 昭和25年10月15日 武儀郡関町に編入 同日市制 関市 | 関市                              | 関市                        | 関市                          | 関市       |
| 西田原村              | 西田原村                      | 西田原村                   | 西田原村                      | 明治30年4月1日 田原村              | 田原村                       | 田原村                               | 昭和25年10月15日 武儀郡関町に編入 同日市制 関市 | 関市                              | 関市                        | 関市                          | 関市       |
| 小迫間村              | 小迫間村                      | 小迫間村                   | 小迫間村                      | 明治30年4月1日 田原村              | 田原村                       | 田原村                               | 昭和25年10月15日 武儀郡関町に編入 同日市制 関市 | 関市                              | 関市                        | 関市                          | 関市       |
| 迫間村                | 迫間村                        | 迫間村                     | 迫間村                        | 明治30年4月1日 田原村              | 田原村                       | 田原村                               | 昭和25年10月15日 武儀郡関町に編入 同日市制 関市 | 関市                              | 関市                        | 関市                          | 関市       |
| 大杉村                | 大杉村                        | 大杉村                     | 大杉村                        | 明治30年4月1日 田原村              | 田原村                       | 田原村                               | 昭和25年10月15日 武儀郡関町に編入 同日市制 関市 | 関市                              | 関市                        | 関市                          | 関市       |
| 稲口村                | 小字三飛                      | 稲口村                     | 稲口村                        | 明治30年4月1日 田原村              | 田原村                       | 田原村                               | 昭和25年10月15日 武儀郡関町に編入 同日市制 関市 | 関市                              | 関市                        | 関市                          | 関市       |
| 稲口村                | 小字三飛を除く                | 稲口村                     | 稲口村                        | 明治30年4月1日 田原村              | 田原村                       | 昭和23年12月10日 武儀郡関町に編入    | 昭和25年10月15日 市制 関市                      | 関市                              | 関市                        | 関市                          | 関市       |
| 肥田瀬村              | 肥田瀬村                      | 肥田瀬村                   | 肥田瀬村                      | 明治30年4月1日 富岡村              | 富岡村                       | 昭和24年10月1日 武儀郡関町に編入     | 昭和25年10月15日 市制 関市                      | 関市                              | 関市                        | 関市                          | 関市       |
| 鋳物師屋村            | 鋳物師屋村                    | 鋳物師屋村                 | 鋳物師屋村                    | 明治30年4月1日 富岡村              | 富岡村                       | 昭和24年10月1日 武儀郡関町に編入     | 昭和25年10月15日 市制 関市                      | 関市                              | 関市                        | 関市                          | 関市       |
| 市平賀村              | 市平賀村                      | 市平賀村                   | 市平賀村                      | 明治30年4月1日 富岡村              | 富岡村                       | 昭和24年10月1日 武儀郡関町に編入     | 昭和25年10月15日 市制 関市                      | 関市                              | 関市                        | 関市                          | 関市       |
| 大平賀村              | 大平賀村                      | 大平賀村                   | 大平賀村                      | 明治30年4月1日 富岡村              | 富岡村                       | 昭和24年10月1日 富田村に編入         | 昭和29年7月1日 富加村                           | 昭和29年7月1日 富加村             | 昭和49年7月1日 町制 富加町  | 富加町                        | 富加町     |
| 滝田村                | 滝田村                        | 滝田村                     | 滝田村                        | 明治30年4月1日 富田村              | 富田村                       | 富田村                               | 昭和29年7月1日 富加村                           | 昭和29年7月1日 富加村             | 昭和49年7月1日 町制 富加町  | 富加町                        | 富加町     |
| 羽生村                | 羽生村                        | 羽生村                     | 羽生村                        | 明治30年4月1日 富田村              | 富田村                       | 富田村                               | 昭和29年7月1日 富加村                           | 昭和29年7月1日 富加村             | 昭和49年7月1日 町制 富加町  | 富加町                        | 富加町     |
| 大山村                | 大山村                        | 大山村                     | 大山村                        | 明治30年4月1日 富田村              | 富田村                       | 富田村                               | 昭和29年7月1日 富加村                           | 昭和29年7月1日 富加村             | 昭和49年7月1日 町制 富加町  | 富加町                        | 富加町     |
| 高畑村                | 高畑村                        | 高畑村                     | 高畑村                        | 明治30年4月1日 富田村              | 富田村                       | 富田村                               | 昭和29年7月1日 富加村                           | 昭和29年7月1日 富加村             | 昭和49年7月1日 町制 富加町  | 富加町                        | 富加町     |
| 夕田村                | 夕田村                        | 夕田村                     | 夕田村                        | 明治30年4月1日 富田村              | 富田村                       | 富田村                               | 昭和29年7月1日 富加村                           | 昭和29年7月1日 富加村             | 昭和49年7月1日 町制 富加町  | 富加町                        | 富加町     |
| 加治田村              | 加治田村                      | 加治田村                   | 加治田村                      | 加治田村                           | 加治田村                     | 加治田村                             | 昭和29年7月1日 富加村                           | 昭和29年7月1日 富加村             | 昭和49年7月1日 町制 富加町  | 富加町                        | 富加町     |
| 絹丸村                | 明治8年6月 加治田村に合併     | 加治田村                   | 加治田村                      | 加治田村                           | 加治田村                     | 加治田村                             | 昭和29年7月1日 富加村                           | 昭和29年7月1日 富加村             | 昭和49年7月1日 町制 富加町  | 富加町                        | 富加町     |
| 川小牧村              | 明治8年6月 加治田村に合併     | 加治田村                   | 明治28年1月1日 大平賀村に編入 | 明治30年4月1日 富岡村              | 大正2年7月1日 加治田村に編入 | 加治田村                             | 昭和29年7月1日 富加村                           | 昭和29年7月1日 富加村             | 昭和49年7月1日 町制 富加町  | 富加町                        | 富加町     |
| 酒倉村                | 酒倉村                        | 酒倉村                     | 酒倉村                        | 明治30年4月1日 坂祝村              | 坂祝村                       | 坂祝村                               | 坂祝村                                          | 坂祝村                            | 昭和43年10月1日 町制 坂祝町 | 坂祝町                        | 坂祝町     |
| 大針村                | 大針村                        | 大針村                     | 大針村                        | 明治30年4月1日 坂祝村              | 坂祝村                       | 坂祝村                               | 坂祝村                                          | 坂祝村                            | 昭和43年10月1日 町制 坂祝町 | 坂祝町                        | 坂祝町     |
| 黒岩村                | 黒岩村                        | 黒岩村                     | 黒岩村                        | 明治30年4月1日 坂祝村              | 坂祝村                       | 坂祝村                               | 坂祝村                                          | 坂祝村                            | 昭和43年10月1日 町制 坂祝町 | 坂祝町                        | 坂祝町     |
| 深萱村                | 深萱村                        | 深萱村                     | 深萱村                        | 明治30年4月1日 坂祝村              | 坂祝村                       | 坂祝村                               | 坂祝村                                          | 坂祝村                            | 昭和43年10月1日 町制 坂祝町 | 坂祝町                        | 坂祝町     |
| 勝山村                | 勝山村                        | 勝山村                     | 勝山村                        | 明治30年4月1日 坂祝村              | 坂祝村                       | 坂祝村                               | 坂祝村                                          | 坂祝村                            | 昭和43年10月1日 町制 坂祝町 | 坂祝町                        | 坂祝町     |
| 取組村                | 取組村                        | 取組村                     | 取組村                        | 明治30年4月1日 坂祝村              | 坂祝村                       | 坂祝村                               | 坂祝村                                          | 坂祝村                            | 昭和43年10月1日 町制 坂祝町 | 坂祝町                        | 坂祝町     |
| 深田村                | 深田村                        | 深田村                     | 深田村                        | 明治30年4月1日 坂祝村              | 坂祝村                       | 昭和25年8月10日 太田町に編入         | 昭和29年4月1日 美濃加茂市                       | 昭和29年4月1日 美濃加茂市         | 美濃加茂市                  | 美濃加茂市                    | 美濃加茂市 |
| 太田村                | 太田村                        | 太田町                     | 太田町                        | 太田町                             | 太田町                       | 太田町                               | 昭和29年4月1日 美濃加茂市                       | 昭和29年4月1日 美濃加茂市         | 美濃加茂市                  | 美濃加茂市                    | 美濃加茂市 |
| 上古井村              | 上古井村                      | 古井村                     | 古井村                        | 古井村                             | 大正11年12月1日 町制 古井町  | 古井町                               | 昭和29年4月1日 美濃加茂市                       | 昭和29年4月1日 美濃加茂市         | 美濃加茂市                  | 美濃加茂市                    | 美濃加茂市 |
| 下古井村              |                               | 古井村                     | 古井村                        | 古井村                             | 大正11年12月1日 町制 古井町  | 古井町                               | 昭和29年4月1日 美濃加茂市                       | 昭和29年4月1日 美濃加茂市         | 美濃加茂市                  | 美濃加茂市                    | 美濃加茂市 |
| 則光村                | 則光村                        | 下米田村                   | 下米田村                      | 下米田村                           | 下米田村                     | 下米田村                             | 昭和29年4月1日 美濃加茂市                       | 昭和29年4月1日 美濃加茂市         | 美濃加茂市                  | 美濃加茂市                    | 美濃加茂市 |
| 信友村                |                               | 下米田村                   | 下米田村                      | 下米田村                           | 下米田村                     | 下米田村                             | 昭和29年4月1日 美濃加茂市                       | 昭和29年4月1日 美濃加茂市         | 美濃加茂市                  | 美濃加茂市                    | 美濃加茂市 |
| 山本村                |                               | 下米田村                   | 下米田村                      | 下米田村                           | 下米田村                     | 下米田村                             | 昭和29年4月1日 美濃加茂市                       | 昭和29年4月1日 美濃加茂市         | 美濃加茂市                  | 美濃加茂市                    | 美濃加茂市 |
| 為岡村                |                               | 下米田村                   | 下米田村                      | 下米田村                           | 下米田村                     | 下米田村                             | 昭和29年4月1日 美濃加茂市                       | 昭和29年4月1日 美濃加茂市         | 美濃加茂市                  | 美濃加茂市                    | 美濃加茂市 |
| 西脇村                |                               | 下米田村                   | 下米田村                      | 下米田村                           | 下米田村                     | 下米田村                             | 昭和29年4月1日 美濃加茂市                       | 昭和29年4月1日 美濃加茂市         | 美濃加茂市                  | 美濃加茂市                    | 美濃加茂市 |
| 今村                  |                               | 下米田村                   | 下米田村                      | 下米田村                           | 下米田村                     | 下米田村                             | 昭和29年4月1日 美濃加茂市                       | 昭和29年4月1日 美濃加茂市         | 美濃加茂市                  | 美濃加茂市                    | 美濃加茂市 |
| 小山村                |                               | 下米田村                   | 下米田村                      | 下米田村                           | 下米田村                     | 下米田村                             | 昭和29年4月1日 美濃加茂市                       | 昭和29年4月1日 美濃加茂市         | 美濃加茂市                  | 美濃加茂市                    | 美濃加茂市 |
| 栃井村 （飛騨川以東） | 明治7年9月 分立 東栃井村      | 下米田村                   | 下米田村                      | 下米田村                           | 下米田村                     | 下米田村                             | 昭和29年4月1日 美濃加茂市                       | 昭和29年4月1日 美濃加茂市         | 美濃加茂市                  | 美濃加茂市                    | 美濃加茂市 |
| 伊深村                | 伊深村                        | 伊深村                     | 伊深村                        | 伊深村                             | 伊深村                       | 伊深村                               | 昭和29年4月1日 美濃加茂市                       | 昭和29年4月1日 美濃加茂市         | 美濃加茂市                  | 美濃加茂市                    | 美濃加茂市 |
| 上蜂屋村              | 上蜂屋村                      | 蜂屋村                     | 蜂屋村                        | 蜂屋村                             | 蜂屋村                       | 蜂屋村                               | 昭和29年4月1日 美濃加茂市                       | 昭和29年4月1日 美濃加茂市         | 美濃加茂市                  | 美濃加茂市                    | 美濃加茂市 |
| 中蜂屋村              |                               | 蜂屋村                     | 蜂屋村                        | 蜂屋村                             | 蜂屋村                       | 蜂屋村                               | 昭和29年4月1日 美濃加茂市                       | 昭和29年4月1日 美濃加茂市         | 美濃加茂市                  | 美濃加茂市                    | 美濃加茂市 |
| 下蜂屋村              |                               | 蜂屋村                     | 蜂屋村                        | 蜂屋村                             | 蜂屋村                       | 蜂屋村                               | 昭和29年4月1日 美濃加茂市                       | 昭和29年4月1日 美濃加茂市         | 美濃加茂市                  | 美濃加茂市                    | 美濃加茂市 |
| 伊瀬村                |                               | 蜂屋村                     | 蜂屋村                        | 蜂屋村                             | 蜂屋村                       | 蜂屋村                               | 昭和29年4月1日 美濃加茂市                       | 昭和29年4月1日 美濃加茂市         | 美濃加茂市                  | 美濃加茂市                    | 美濃加茂市 |
| 中之番村              | 明治5年 山之上村              | 山之上村                   | 山之上村                      | 山之上村                           | 山之上村                     | 山之上村                             | 昭和29年4月1日 美濃加茂市                       | 昭和29年4月1日 美濃加茂市         | 美濃加茂市                  | 美濃加茂市                    | 美濃加茂市 |
| 金屋村                | 明治5年 山之上村              | 山之上村                   | 山之上村                      | 山之上村                           | 山之上村                     | 山之上村                             | 昭和29年4月1日 美濃加茂市                       | 昭和29年4月1日 美濃加茂市         | 美濃加茂市                  | 美濃加茂市                    | 美濃加茂市 |
| 瑞畑村                | 明治5年 山之上村              | 山之上村                   | 山之上村                      | 山之上村                           | 山之上村                     | 山之上村                             | 昭和29年4月1日 美濃加茂市                       | 昭和29年4月1日 美濃加茂市         | 美濃加茂市                  | 美濃加茂市                    | 美濃加茂市 |
| 野地原村              | 明治5年 山之上村              | 山之上村                   | 山之上村                      | 山之上村                           | 山之上村                     | 山之上村                             | 昭和29年4月1日 美濃加茂市                       | 昭和29年4月1日 美濃加茂市         | 美濃加茂市                  | 美濃加茂市                    | 美濃加茂市 |
| 南坂村                | 明治5年 山之上村              | 山之上村                   | 山之上村                      | 山之上村                           | 山之上村                     | 山之上村                             | 昭和29年4月1日 美濃加茂市                       | 昭和29年4月1日 美濃加茂市         | 美濃加茂市                  | 美濃加茂市                    | 美濃加茂市 |
| 西洞村                | 明治5年 山之上村              | 山之上村                   | 山之上村                      | 山之上村                           | 山之上村                     | 山之上村                             | 昭和29年4月1日 美濃加茂市                       | 昭和29年4月1日 美濃加茂市         | 美濃加茂市                  | 美濃加茂市                    | 美濃加茂市 |
| 本地村                | 明治5年 山之上村              | 山之上村                   | 山之上村                      | 山之上村                           | 山之上村                     | 山之上村                             | 昭和29年4月1日 美濃加茂市                       | 昭和29年4月1日 美濃加茂市         | 美濃加茂市                  | 美濃加茂市                    | 美濃加茂市 |
| 佐口村                | 明治5年 山之上村              | 山之上村                   | 山之上村                      | 山之上村                           | 山之上村                     | 山之上村                             | 昭和29年4月1日 美濃加茂市                       | 昭和29年4月1日 美濃加茂市         | 美濃加茂市                  | 美濃加茂市                    | 美濃加茂市 |
| 加茂野村              | 加茂野村                      | 加茂野村                   | 加茂野村                      | 明治30年4月1日 加茂野村            | 加茂野村                     | 加茂野村                             | 昭和29年4月1日 美濃加茂市                       | 昭和29年4月1日 美濃加茂市         | 美濃加茂市                  | 美濃加茂市                    | 美濃加茂市 |
| 今泉村                | 今泉村                        | 今泉村                     | 今泉村                        | 明治30年4月1日 加茂野村            | 加茂野村                     | 加茂野村                             | 昭和29年4月1日 美濃加茂市                       | 昭和29年4月1日 美濃加茂市         | 美濃加茂市                  | 美濃加茂市                    | 美濃加茂市 |
| 鷹巣村                | 鷹巣村                        | 鷹巣村                     | 鷹巣村                        | 明治30年4月1日 加茂野村            | 加茂野村                     | 加茂野村                             | 昭和29年4月1日 美濃加茂市                       | 昭和29年4月1日 美濃加茂市         | 美濃加茂市                  | 美濃加茂市                    | 美濃加茂市 |
| 市橋村                | 市橋村                        | 市橋村                     | 市橋村                        | 明治30年4月1日 加茂野村            | 加茂野村                     | 加茂野村                             | 昭和29年4月1日 美濃加茂市                       | 昭和29年4月1日 美濃加茂市         | 美濃加茂市                  | 美濃加茂市                    | 美濃加茂市 |
| 稲辺村                | 稲辺村                        | 稲辺村                     | 稲辺村                        | 明治30年4月1日 加茂野村            | 加茂野村                     | 加茂野村                             | 昭和29年4月1日 美濃加茂市                       | 昭和29年4月1日 美濃加茂市         | 美濃加茂市                  | 美濃加茂市                    | 美濃加茂市 |
| 木野村                | 木野村                        | 木野村                     | 木野村                        | 明治30年4月1日 加茂野村            | 加茂野村                     | 加茂野村                             | 昭和29年4月1日 美濃加茂市                       | 昭和29年4月1日 美濃加茂市         | 美濃加茂市                  | 美濃加茂市                    | 美濃加茂市 |
| 川浦村                | 川浦村                        | 川浦村                     | 川浦村                        | 明治30年4月1日 三和村              | 三和村                       | 三和村                               | 昭和29年4月1日 美濃加茂市                       | 昭和29年4月1日 美濃加茂市         | 美濃加茂市                  | 美濃加茂市                    | 美濃加茂市 |
| 廿屋村                | 廿屋村                        | 廿屋村                     | 廿屋村                        | 明治30年4月1日 三和村              | 三和村                       | 三和村                               | 昭和29年4月1日 美濃加茂市                       | 昭和29年4月1日 美濃加茂市         | 美濃加茂市                  | 美濃加茂市                    | 美濃加茂市 |
| 鹿塩村                | 鹿塩村                        | 鹿塩村                     | 鹿塩村                        | 明治30年4月1日 三和村              | 三和村                       | 三和村                               | 昭和29年4月1日 川辺町に編入                     | 昭和30年4月1日 川辺町             | 川辺町                      | 川辺町                        | 川辺町     |
| 上川辺村              | 一部                          | 麻川村                     | 明治26年4月27日 分立 上川辺村 | 明治30年4月1日 三和村              | 三和村                       | 三和村                               | 昭和29年4月1日 川辺町に編入                     | 昭和30年4月1日 川辺町             | 川辺町                      | 川辺町                        | 川辺町     |
| 上川辺村              | 一部                          | 麻川村                     | 明治26年4月27日 分立 上川辺村 | 明治30年4月1日 川辺町              | 川辺町                       | 川辺町                               | 川辺町                                          | 昭和30年4月1日 川辺町             | 川辺町                      | 川辺町                        | 川辺町     |
| 中川辺村              | 中川辺村                      | 川辺村                     | 川辺村                        | 明治30年4月1日 川辺町              | 川辺町                       | 川辺町                               | 川辺町                                          | 昭和30年4月1日 川辺町             | 川辺町                      | 川辺町                        | 川辺町     |
| 石神村                |                               | 川辺村                     | 川辺村                        | 明治30年4月1日 川辺町              | 川辺町                       | 川辺町                               | 川辺町                                          | 昭和30年4月1日 川辺町             | 川辺町                      | 川辺町                        | 川辺町     |
| 栃井村 （飛騨川以西） | 明治7年9月 分立 西栃井村      | 川辺村                     | 川辺村                        | 明治30年4月1日 川辺町              | 川辺町                       | 川辺町                               | 川辺町                                          | 昭和30年4月1日 川辺町             | 川辺町                      | 川辺町                        | 川辺町     |
| 下川辺村              |                               | 川辺村                     | 川辺村                        | 明治30年4月1日 川辺町              | 川辺町                       | 川辺町                               | 川辺町                                          | 昭和30年4月1日 川辺町             | 川辺町                      | 川辺町                        | 川辺町     |
| 福島村                | 福島村                        | 上米田村                   | 上米田村                      | 上米田村                           | 上米田村                     | 上米田村                             | 上米田村                                        | 昭和30年4月1日 川辺町             | 川辺町                      | 川辺町                        | 川辺町     |
| 下飯田村              |                               | 上米田村                   | 上米田村                      | 上米田村                           | 上米田村                     | 上米田村                             | 上米田村                                        | 昭和30年4月1日 川辺町             | 川辺町                      | 川辺町                        | 川辺町     |
| 比久見村              |                               | 上米田村                   | 上米田村                      | 上米田村                           | 上米田村                     | 上米田村                             | 上米田村                                        | 昭和30年4月1日 川辺町             | 川辺町                      | 川辺町                        | 川辺町     |
| 下吉田村              |                               | 上米田村                   | 上米田村                      | 上米田村                           | 上米田村                     | 上米田村                             | 上米田村                                        | 昭和30年4月1日 川辺町             | 川辺町                      | 川辺町                        | 川辺町     |
| 下麻生村              | 下麻生地区                    | 麻川村                     | 明治26年4月27日 分立 下麻生村 | 明治29年11月13日 町制 下麻生町     | 下麻生町                     | 下麻生町                             | 下麻生町                                        | 昭和31年9月30日 川辺町に編入      | 川辺町                      | 川辺町                        | 川辺町     |
| 下麻生村              | 中麻生地区                    | 麻川村                     | 明治26年4月27日 分立 下麻生村 | 明治29年11月13日 町制 下麻生町     | 下麻生町                     | 下麻生町                             | 下麻生町                                        | 昭和31年9月30日 七宗村に編入      | 昭和46年4月1日 町制 七宗町  | 七宗町                        | 七宗町     |
| 武儀郡 間見村         | 明治6年4月1日 武儀郡 神渕村   | 武儀郡 神渕村              | 武儀郡 神渕村                 | 武儀郡 神渕村                      | 武儀郡 神渕村                | 武儀郡 神渕村                        | 武儀郡 神渕村                                   | 昭和30年2月11日 七宗村            | 昭和46年4月1日 町制 七宗町  | 七宗町                        | 七宗町     |
| 武儀郡 大橋村         | 明治6年4月1日 武儀郡 神渕村   | 武儀郡 神渕村              | 武儀郡 神渕村                 | 武儀郡 神渕村                      | 武儀郡 神渕村                | 武儀郡 神渕村                        | 武儀郡 神渕村                                   | 昭和30年2月11日 七宗村            | 昭和46年4月1日 町制 七宗町  | 七宗町                        | 七宗町     |
| 武儀郡 大塚村         | 明治6年4月1日 武儀郡 神渕村   | 武儀郡 神渕村              | 武儀郡 神渕村                 | 武儀郡 神渕村                      | 武儀郡 神渕村                | 武儀郡 神渕村                        | 武儀郡 神渕村                                   | 昭和30年2月11日 七宗村            | 昭和46年4月1日 町制 七宗町  | 七宗町                        | 七宗町     |
| 武儀郡 寺洞村         | 明治6年4月1日 武儀郡 神渕村   | 武儀郡 神渕村              | 武儀郡 神渕村                 | 武儀郡 神渕村                      | 武儀郡 神渕村                | 武儀郡 神渕村                        | 武儀郡 神渕村                                   | 昭和30年2月11日 七宗村            | 昭和46年4月1日 町制 七宗町  | 七宗町                        | 七宗町     |
| 武儀郡 中切村         | 明治6年4月1日 武儀郡 神渕村   | 武儀郡 神渕村              | 武儀郡 神渕村                 | 武儀郡 神渕村                      | 武儀郡 神渕村                | 武儀郡 神渕村                        | 武儀郡 神渕村                                   | 昭和30年2月11日 七宗村            | 昭和46年4月1日 町制 七宗町  | 七宗町                        | 七宗町     |
| 武儀郡 八日市村       | 明治6年4月1日 武儀郡 神渕村   | 武儀郡 神渕村              | 武儀郡 神渕村                 | 武儀郡 神渕村                      | 武儀郡 神渕村                | 武儀郡 神渕村                        | 武儀郡 神渕村                                   | 昭和30年2月11日 七宗村            | 昭和46年4月1日 町制 七宗町  | 七宗町                        | 七宗町     |
| 武儀郡 奥田村         | 明治6年4月1日 武儀郡 神渕村   | 武儀郡 神渕村              | 武儀郡 神渕村                 | 武儀郡 神渕村                      | 武儀郡 神渕村                | 武儀郡 神渕村                        | 武儀郡 神渕村                                   | 昭和30年2月11日 七宗村            | 昭和46年4月1日 町制 七宗町  | 七宗町                        | 七宗町     |
| 武儀郡 万場村         | 明治6年4月1日 武儀郡 神渕村   | 武儀郡 神渕村              | 武儀郡 神渕村                 | 武儀郡 神渕村                      | 武儀郡 神渕村                | 武儀郡 神渕村                        | 武儀郡 神渕村                                   | 昭和30年2月11日 七宗村            | 昭和46年4月1日 町制 七宗町  | 七宗町                        | 七宗町     |
| 武儀郡 杉洞村         | 明治6年4月1日 武儀郡 神渕村   | 武儀郡 神渕村              | 武儀郡 神渕村                 | 武儀郡 神渕村                      | 武儀郡 神渕村                | 武儀郡 神渕村                        | 武儀郡 神渕村                                   | 昭和30年2月11日 七宗村            | 昭和46年4月1日 町制 七宗町  | 七宗町                        | 七宗町     |
| 武儀郡 葉須村         | 明治6年4月1日 武儀郡 神渕村   | 武儀郡 神渕村              | 武儀郡 神渕村                 | 武儀郡 神渕村                      | 武儀郡 神渕村                | 武儀郡 神渕村                        | 武儀郡 神渕村                                   | 昭和30年2月11日 七宗村            | 昭和46年4月1日 町制 七宗町  | 七宗町                        | 七宗町     |
| 武儀郡 葛屋村         | 明治6年4月1日 武儀郡 上麻生村 | 武儀郡 上麻生村            | 武儀郡 上麻生村               | 武儀郡 上麻生村                    | 武儀郡 上麻生村              | 武儀郡 上麻生村                      | 昭和27年8月1日 所属変更 加茂郡 上麻生村         | 昭和30年2月11日 七宗村            | 昭和46年4月1日 町制 七宗町  | 七宗町                        | 七宗町     |
| 武儀郡 室兼村         | 明治6年4月1日 武儀郡 上麻生村 | 武儀郡 上麻生村            | 武儀郡 上麻生村               | 武儀郡 上麻生村                    | 武儀郡 上麻生村              | 武儀郡 上麻生村                      | 昭和27年8月1日 所属変更 加茂郡 上麻生村         | 昭和30年2月11日 七宗村            | 昭和46年4月1日 町制 七宗町  | 七宗町                        | 七宗町     |
| 武儀郡 追洞村         | 明治6年4月1日 武儀郡 上麻生村 | 武儀郡 上麻生村            | 武儀郡 上麻生村               | 武儀郡 上麻生村                    | 武儀郡 上麻生村              | 武儀郡 上麻生村                      | 昭和27年8月1日 所属変更 加茂郡 上麻生村         | 昭和30年2月11日 七宗村            | 昭和46年4月1日 町制 七宗町  | 七宗町                        | 七宗町     |
| 武儀郡 飯高村         | 明治6年4月1日 武儀郡 上麻生村 | 武儀郡 上麻生村            | 武儀郡 上麻生村               | 武儀郡 上麻生村                    | 武儀郡 上麻生村              | 武儀郡 上麻生村                      | 昭和27年8月1日 所属変更 加茂郡 上麻生村         | 昭和30年2月11日 七宗村            | 昭和46年4月1日 町制 七宗町  | 七宗町                        | 七宗町     |
| 武儀郡 勝之洞村       | 明治6年4月1日 武儀郡 上麻生村 | 武儀郡 上麻生村            | 武儀郡 上麻生村               | 武儀郡 上麻生村                    | 武儀郡 上麻生村              | 武儀郡 上麻生村                      | 昭和27年8月1日 所属変更 加茂郡 上麻生村         | 昭和30年2月11日 七宗村            | 昭和46年4月1日 町制 七宗町  | 七宗町                        | 七宗町     |
| 武儀郡 本郷村         | 明治6年4月1日 武儀郡 上麻生村 | 武儀郡 上麻生村            | 武儀郡 上麻生村               | 武儀郡 上麻生村                    | 武儀郡 上麻生村              | 武儀郡 上麻生村                      | 昭和27年8月1日 所属変更 加茂郡 上麻生村         | 昭和30年2月11日 七宗村            | 昭和46年4月1日 町制 七宗町  | 七宗町                        | 七宗町     |
| 上吉田村              | 川並集落                      | 上吉田村                   | 上吉田村                      | 明治30年4月1日 久田見村            | 久田見村                     | 久田見村                             | 昭和28年5月 上麻生村に編入                      | 昭和30年2月11日 七宗村            | 昭和46年4月1日 町制 七宗町  | 七宗町                        | 七宗町     |
| 上吉田村              | その他                        | 上吉田村                   | 上吉田村                      | 明治30年4月1日 久田見村            | 久田見村                     | 久田見村                             | 久田見村                                        | 昭和31年9月30日 八百津町に編入    | 八百津町                    | 八百津町                      | 八百津町   |
| 久田見村              | 久田見村                      | 久田見村                   | 久田見村                      | 明治30年4月1日 久田見村            | 久田見村                     | 久田見村                             | 久田見村                                        | 昭和31年9月30日 八百津町に編入    | 八百津町                    | 八百津町                      | 八百津町   |
| 福地村                | 福地村                        | 福地村                     | 福地村                        | 福地村                             | 福地村                       | 福地村                               | 福地村                                          | 昭和31年9月30日 八百津町に編入    | 八百津町                    | 八百津町                      | 八百津町   |
| 潮見村                | 潮見村                        | 潮見村                     | 潮見村                        | 明治30年4月1日 潮南村              | 潮南村                       | 潮南村                               | 潮南村                                          | 昭和31年9月30日 八百津町に編入    | 八百津町                    | 八百津町                      | 八百津町   |
| 峯村                  | 明治4年12月10日 南戸村        | 南戸村                     | 南戸村                        | 明治30年4月1日 潮南村              | 潮南村                       | 潮南村                               | 潮南村                                          | 昭和31年9月30日 八百津町に編入    | 八百津町                    | 八百津町                      | 八百津町   |
| 下立村                | 明治4年12月10日 南戸村        | 南戸村                     | 南戸村                        | 明治30年4月1日 潮南村              | 潮南村                       | 潮南村                               | 潮南村                                          | 昭和31年9月30日 八百津町に編入    | 八百津町                    | 八百津町                      | 八百津町   |
| 可児郡伊岐津志村      | 可児郡伊岐津志村              | 可児郡 錦津村              | 可児郡 錦津村                 | 可児郡 錦津村                      | 可児郡 錦津村                | 可児郡 錦津村                        | 可児郡 錦津村                                   | 昭和30年2月1日 八百津町           | 八百津町                    | 八百津町                      | 八百津町   |
| 可児郡錦織村          |                               | 可児郡 錦津村              | 可児郡 錦津村                 | 可児郡 錦津村                      | 可児郡 錦津村                | 可児郡 錦津村                        | 可児郡 錦津村                                   | 昭和30年2月1日 八百津町           | 八百津町                    | 八百津町                      | 八百津町   |
| 細目村                | 細目村                        | 八百津町                   | 八百津町                      | 八百津町                           | 八百津町                     | 八百津町                             | 八百津町                                        | 昭和30年2月1日 八百津町           | 八百津町                    | 八百津町                      | 八百津町   |
| 和知村                | 和知村                        | 和知村                     | 和知村                        | 和知村                             | 和知村                       | 和知村                               | 昭和30年1月31日 八百津町に編入                  | 昭和30年2月1日 八百津町           | 八百津町                    | 八百津町                      | 八百津町   |
| 野上村                |                               | 和知村                     | 和知村                        | 和知村                             | 和知村                       | 和知村                               | 昭和30年1月31日 八百津町に編入                  | 昭和30年2月1日 八百津町           | 八百津町                    | 八百津町                      | 八百津町   |
| 上飯田村              |                               | 和知村                     | 和知村                        | 和知村                             | 和知村                       | 和知村                               | 昭和30年1月31日 八百津町に編入                  | 昭和30年2月1日 八百津町           | 八百津町                    | 八百津町                      | 八百津町   |
| 上牧野村              | 明治7年10月 牧野村            | 和知村                     | 和知村                        | 和知村                             | 和知村                       | 和知村                               | 昭和29年4月1日 美濃加茂市に編入                 | 昭和30年3月25日 八百津町に編入    | 八百津町                    | 八百津町                      | 八百津町   |
| 下牧野村              | 明治7年10月 牧野村            | 和知村                     | 和知村                        | 和知村                             | 和知村                       | 和知村                               | 昭和29年4月1日 美濃加茂市に編入                 | 美濃加茂市                        | 美濃加茂市                  | 美濃加茂市                    | 美濃加茂市 |
| 田島村                | 明治8年1月 白山村             | 西白川村                   | 西白川村                      | 西白川村                           | 西白川村                     | 西白川村                             | 昭和28年4月1日 町制改称 白川町                  | 昭和30年4月1日 益田郡金山町に編入 | 金山町                      | 平成16年3月1日 下呂市の一部   | 下呂市     |
| 油井村                | 明治8年1月 白山村             | 西白川村                   | 西白川村                      | 西白川村                           | 西白川村                     | 西白川村                             | 昭和28年4月1日 町制改称 白川町                  | 昭和31年9月30日 白川町            | 白川町                      | 白川町                        | 白川町     |
| 宇津尾村              | 明治8年1月 白山村             | 西白川村                   | 西白川村                      | 西白川村                           | 西白川村                     | 西白川村                             | 昭和28年4月1日 町制改称 白川町                  | 昭和31年9月30日 白川町            | 白川町                      | 白川町                        | 白川町     |
| 水戸野村              |                               | 西白川村                   | 西白川村                      | 西白川村                           | 西白川村                     | 西白川村                             | 昭和28年4月1日 町制改称 白川町                  | 昭和31年9月30日 白川町            | 白川町                      | 白川町                        | 白川町     |
| 田代山寺村            | 明治7年10月 和泉村            | 西白川村                   | 西白川村                      | 西白川村                           | 西白川村                     | 西白川村                             | 昭和28年4月1日 町制改称 白川町                  | 昭和31年9月30日 白川町            | 白川町                      | 白川町                        | 白川町     |
| 和泉村                | 明治7年10月 和泉村            | 西白川村                   | 西白川村                      | 西白川村                           | 西白川村                     | 西白川村                             | 昭和28年4月1日 町制改称 白川町                  | 昭和31年9月30日 白川町            | 白川町                      | 白川町                        | 白川町     |
| 若松村                | 明治7年10月 広野村            | 西白川村                   | 西白川村                      | 西白川村                           | 西白川村                     | 西白川村                             | 昭和28年4月1日 町制改称 白川町                  | 昭和31年9月30日 白川町            | 白川町                      | 白川町                        | 白川町     |
| 広野村                | 明治7年10月 広野村            | 西白川村                   | 西白川村                      | 西白川村                           | 西白川村                     | 西白川村                             | 昭和28年4月1日 町制改称 白川町                  | 昭和31年9月30日 白川町            | 白川町                      | 白川町                        | 白川町     |
| 葛牧村                | 明治8年1月 河東村             | 西白川村                   | 西白川村                      | 西白川村                           | 西白川村                     | 西白川村                             | 昭和28年4月1日 町制改称 白川町                  | 昭和31年9月30日 白川町            | 白川町                      | 白川町                        | 白川町     |
| 野原村                | 明治8年1月 河東村             | 西白川村                   | 西白川村                      | 西白川村                           | 西白川村                     | 西白川村                             | 昭和28年4月1日 町制改称 白川町                  | 昭和31年9月30日 白川町            | 白川町                      | 白川町                        | 白川町     |
| 小原村                | 明治8年1月 河岐村             | 西白川村                   | 西白川村                      | 西白川村                           | 西白川村                     | 西白川村                             | 昭和28年4月1日 町制改称 白川町                  | 昭和31年9月30日 白川町            | 白川町                      | 白川町                        | 白川町     |
| 名倉村                | 明治8年1月 河岐村             | 西白川村                   | 西白川村                      | 西白川村                           | 西白川村                     | 西白川村                             | 昭和28年4月1日 町制改称 白川町                  | 昭和31年9月30日 白川町            | 白川町                      | 白川町                        | 白川町     |
| 中屋村                | 明治7年10月 中川村            | 西白川村                   | 西白川村                      | 西白川村                           | 西白川村                     | 西白川村                             | 昭和28年4月1日 町制改称 白川町                  | 昭和31年9月30日 白川町            | 白川町                      | 白川町                        | 白川町     |
| 須崎村                | 明治7年10月 中川村            | 西白川村                   | 西白川村                      | 西白川村                           | 西白川村                     | 西白川村                             | 昭和28年4月1日 町制改称 白川町                  | 昭和31年9月30日 白川町            | 白川町                      | 白川町                        | 白川町     |
| 武儀郡 広島村         | 明治4年 武儀郡 坂ノ東村       | 武儀郡 坂ノ東村            | 武儀郡 坂ノ東村               | 武儀郡 坂ノ東村                    | 武儀郡 坂ノ東村              | 武儀郡 坂ノ東村                      | 昭和29年4月1日 白川町に編入                     | 昭和31年9月30日 白川町            | 白川町                      | 白川町                        | 白川町     |
| 武儀郡 相模村         | 明治4年 武儀郡 坂ノ東村       | 武儀郡 坂ノ東村            | 武儀郡 坂ノ東村               | 武儀郡 坂ノ東村                    | 武儀郡 坂ノ東村              | 武儀郡 坂ノ東村                      | 昭和29年4月1日 白川町に編入                     | 昭和31年9月30日 白川町            | 白川町                      | 白川町                        | 白川町     |
| 武儀郡 大利村         | 明治4年 武儀郡 坂ノ東村       | 武儀郡 坂ノ東村            | 武儀郡 坂ノ東村               | 武儀郡 坂ノ東村                    | 武儀郡 坂ノ東村              | 武儀郡 坂ノ東村                      | 昭和29年4月1日 白川町に編入                     | 昭和31年9月30日 白川町            | 白川町                      | 白川町                        | 白川町     |
| 武儀郡 小川村         | 明治4年 武儀郡 坂ノ東村       | 武儀郡 坂ノ東村            | 武儀郡 坂ノ東村               | 武儀郡 坂ノ東村                    | 武儀郡 坂ノ東村              | 武儀郡 坂ノ東村                      | 昭和29年4月1日 白川町に編入                     | 昭和31年9月30日 白川町            | 白川町                      | 白川町                        | 白川町     |
| 武儀郡 新津村         | 明治4年 武儀郡 坂ノ東村       | 武儀郡 坂ノ東村            | 武儀郡 坂ノ東村               | 武儀郡 坂ノ東村                    | 武儀郡 坂ノ東村              | 武儀郡 坂ノ東村                      | 昭和29年4月1日 白川町に編入                     | 昭和31年9月30日 白川町            | 白川町                      | 白川町                        | 白川町     |
| 武儀郡 村君村         | 明治4年 武儀郡 坂ノ東村       | 武儀郡 坂ノ東村            | 武儀郡 坂ノ東村               | 武儀郡 坂ノ東村                    | 武儀郡 坂ノ東村              | 武儀郡 坂ノ東村                      | 昭和29年4月1日 白川町に編入                     | 昭和31年9月30日 白川町            | 白川町                      | 白川町                        | 白川町     |
| 有本村                | 明治8年1月 上佐見村           | 佐見村                     | 佐見村                        | 佐見村                             | 佐見村                       | 佐見村                               | 佐見村                                          | 昭和31年9月30日 白川町            | 白川町                      | 白川町                        | 白川町     |
| 吉田村                | 明治8年1月 上佐見村           | 佐見村                     | 佐見村                        | 佐見村                             | 佐見村                       | 佐見村                               | 佐見村                                          | 昭和31年9月30日 白川町            | 白川町                      | 白川町                        | 白川町     |
| 寺前村                | 明治8年1月 上佐見村           | 佐見村                     | 佐見村                        | 佐見村                             | 佐見村                       | 佐見村                               | 佐見村                                          | 昭和31年9月30日 白川町            | 白川町                      | 白川町                        | 白川町     |
| 大野村                | 明治8年1月 上佐見村           | 佐見村                     | 佐見村                        | 佐見村                             | 佐見村                       | 佐見村                               | 佐見村                                          | 昭和31年9月30日 白川町            | 白川町                      | 白川町                        | 白川町     |
| 小野村                | 明治8年1月 上佐見村           | 佐見村                     | 佐見村                        | 佐見村                             | 佐見村                       | 佐見村                               | 佐見村                                          | 昭和31年9月30日 白川町            | 白川町                      | 白川町                        | 白川町     |
| 徳田村                | 明治7年10月 下佐見村          | 佐見村                     | 佐見村                        | 佐見村                             | 佐見村                       | 佐見村                               | 佐見村                                          | 昭和31年9月30日 白川町            | 白川町                      | 白川町                        | 白川町     |
| 成山村                | 明治7年10月 下佐見村          | 佐見村                     | 佐見村                        | 佐見村                             | 佐見村                       | 佐見村                               | 佐見村                                          | 昭和31年9月30日 白川町            | 白川町                      | 白川町                        | 白川町     |
| 久田島村              | 明治7年10月 下佐見村          | 佐見村                     | 佐見村                        | 佐見村                             | 佐見村                       | 佐見村                               | 佐見村                                          | 昭和31年9月30日 白川町            | 白川町                      | 白川町                        | 白川町     |
| 室原村                | 明治7年10月 下佐見村          | 佐見村                     | 佐見村                        | 佐見村                             | 佐見村                       | 佐見村                               | 佐見村                                          | 昭和31年9月30日 白川町            | 白川町                      | 白川町                        | 白川町     |
| 黒川村                | 黒川村                        | 黒川村                     | 黒川村                        | 黒川村                             | 黒川村                       | 黒川村                               | 黒川村                                          | 昭和31年9月30日 白川町            | 白川町                      | 白川町                        | 白川町     |
| 赤河村                | 赤河村                        | 蘇原村                     | 蘇原村                        | 蘇原村                             | 蘇原村                       | 蘇原村                               | 蘇原村                                          | 昭和31年9月30日 白川町            | 白川町                      | 白川町                        | 白川町     |
| 切井村                |                               | 蘇原村                     | 蘇原村                        | 蘇原村                             | 蘇原村                       | 蘇原村                               | 蘇原村                                          | 昭和31年9月30日 白川町            | 白川町                      | 白川町                        | 白川町     |
| 犬地村                | 明治8年5月 三川村             | 蘇原村                     | 蘇原村                        | 蘇原村                             | 蘇原村                       | 蘇原村                               | 蘇原村                                          | 昭和31年9月30日 白川町            | 白川町                      | 白川町                        | 白川町     |
| 上田村                | 明治8年5月 三川村             | 蘇原村                     | 蘇原村                        | 蘇原村                             | 蘇原村                       | 蘇原村                               | 蘇原村                                          | 昭和31年9月30日 白川町            | 白川町                      | 白川町                        | 白川町     |
| 神土村                | 神土村                        | 東白川村                   | 東白川村                      | 東白川村                           | 東白川村                     | 東白川村                             | 東白川村                                        | 東白川村                          | 東白川村                    | 東白川村                      | 東白川村   |
| 越原村                |                               | 東白川村                   | 東白川村                      | 東白川村                           | 東白川村                     | 東白川村                             | 東白川村                                        | 東白川村                          | 東白川村                    | 東白川村                      | 東白川村   |
| 柏本村                | 明治8年1月 五加村             | 東白川村                   | 東白川村                      | 東白川村                           | 東白川村                     | 東白川村                             | 東白川村                                        | 東白川村                          | 東白川村                    | 東白川村                      | 東白川村   |
| 宮代村                | 明治8年1月 五加村             | 東白川村                   | 東白川村                      | 東白川村                           | 東白川村                     | 東白川村                             | 東白川村                                        | 東白川村                          | 東白川村                    | 東白川村                      | 東白川村   |
| 大沢村                | 明治8年1月 五加村             | 東白川村                   | 東白川村                      | 東白川村                           | 東白川村                     | 東白川村                             | 東白川村                                        | 東白川村                          | 東白川村                    | 東白川村                      | 東白川村   |
| 下野村                | 明治8年1月 五加村             | 東白川村                   | 東白川村                      | 東白川村                           | 東白川村                     | 東白川村                             | 東白川村                                        | 東白川村                          | 東白川村                    | 東白川村                      | 東白川村   |
| 久須見村              | 明治8年1月 五加村             | 東白川村                   | 東白川村                      | 東白川村                           | 東白川村                     | 東白川村                             | 東白川村                                        | 東白川村                          | 東白川村                    | 東白川村                      | 東白川村   |
| 河合村                | 河合村                        | 河合村                     | 河合村                        | 明治30年4月1日 恵那郡笠置村 の一部 | 恵那郡笠置村 の一部          | 恵那郡笠置村 の一部                  | 昭和29年4月1日 恵那市の一部                     | 昭和29年4月1日 恵那市の一部       | 恵那市の一部                | 平成16年10月25日 恵那市の一部 | 恵那市     |
| 飯地村                | 飯地村                        | 飯地村                     | 飯地村                        | 飯地村                             | 飯地村                       | 昭和23年4月1日 所属変更 恵那郡飯地村 | 昭和29年4月1日 恵那市の一部                     | 昭和29年4月1日 恵那市の一部       | 恵那市の一部                | 平成16年10月25日 恵那市の一部 | 恵那市     |

## 行政
歴代郡長は以下の通り。
| 代 | 郡長        | 就任日                   | 退任日                   | 備考       |
| -- | ----------- | ------------------------ | ------------------------ | ---------- |
| 01 | 天野 景昌   | 明治12年 (1879) 2月25日  | 明治14年 (1881) 8月31日  |            |
| 02 | 鳥居 管根   | 明治14年 (1881) 12月8日  | 明治16年 (1883) 2月3日   |            |
| 03 | 錦見 貫一郎 | 明治16年 (1883) 3月5日   | 明治24年 (1891) 7月4日   |            |
| 04 | 野部 義範   | 明治24年 (1891) 7月7日   | 明治25年 (1892) 7月4日   |            |
| 05 | 富田 貢     | 明治25年 (1892) 7月4日   | 明治26年 (1893) 11月20日 |            |
| 06 | 若林 卓爾   | 明治26年 (1893) 12月2日  | 明治30年 (1897) 8月19日  |            |
| 07 | 高橋 俊益   | 明治30年 (1897) 8月19日  | 明治31年 (1898) 9月1日   |            |
| 08 | 加藤 炳     | 明治31年 (1898) 9月1日   | 明治35年 (1902) 5月9日   |            |
| 09 | 佐藤 岳夫   | 明治35年 (1902) 5月9日   | 明治37年 (1904) 12月10日 |            |
| 10 | 石田 英寿   | 明治37年 (1904) 12月27日 | 明治42年 (1909) 3月24日  |            |
| 11 | 古市 亨     | 明治42年 (1909) 3月24日  | 大正3年 (1914) 4月21日   |            |
| 12 | 柿元 一兵   | 大正3年 (1914) 4月21日   | 大正5年 (1916) 3月31日   |            |
| 13 | 高木 悦二   | 大正5年 (1916) 3月31日   | 大正8年 (1919) 7月31日   |            |
| 14 | 山田 勘三郎 | 大正8年 (1919) 7月31日   | 大正15年 (1926) 6月30日† | 郡役所廃止 |